# جاك شيبرد (لاعب كرة قاعدة)
جاك شيبرد (بالإنجليزية: Jack Shepard)‏ هو لاعب كرة قاعدة أمريكي، ولد في 13 مايو 1931 في كلوفيس في الولايات المتحدة، وتوفي في 31 ديسمبر 1994 في أثرتون في الولايات المتحدة بسبب سرطان.